# Matthieu Petitdidier
Matthieu Petitdidier, né 18 décembre 1659 à Saint-Nicolas-de-Port et mort le 17 juin 1728 à Senones, est une théologien bénédictin français

## Biographie
Après des études chez les jésuites à Nancy, il rejoint la congrégation de Saint Vanne puis de l'abbaye de Saint-Mihiel en 1675. En 1682, il devient professeur de théologie et de philosophie. Il est élu abbé de Saint-Pierre de Senones en 1715, mais il prendra la charge tardivement après une longue dispute avec un autre candidat.
C'est un théologien impliqué dans les querelles religieuses liées au gallicanisme et au jansénisme. Il fut désigné évêque de Macra en 1726 par le pape Innocent XIII. En effet les quatre abbayes vosgiennes étaient de "nul diocèse" de temps immémoriaux et ne reconnaisaint pas l'évêque de Toul, soutenus par le duc de Lorraine Léopold qui aurait souhaité un évêché de Lorraine. Pour permettre le sacrement de confirmation notamment, la paputé éleva trois abbés au rang d'évêque in partibus infidelium, c'est-à-dire sans évêché (Jean-Claude Sommier à Saint-Dié en 1725 et Charle Louis Hugo à Étival en 1728).